# Vladimirs Bespalovs
Vladimirs Bespalovs (* 22. Juni 1988 in Ventspils) ist ein lettischer Fußballspieler, der in seiner Karriere bisher ausschließlich beim FK Ventspils spielt.

## Karriere

### Verein
Vladimirs Bespalovs spielte in der Jugend des FK Ventspils bis zu seinem 18. Lebensjahr. In der Saison 2007 kam er zum ersten Einsatz in der Profimannschaft. In den Saisons 2008 und 2009 spielte er in keinem Ligaspiel. Ohne Pflichtspielminuten gewann er mit der Mannschaft zahlreiche Titel. Erst unter dem Italiener Nunzio Zavettieri sollte er in der Spielzeit 2010 vermehrt zu Einsatzzeiten kommen. In der Baltic League spielte Bespalovs sogar im Finale der Austragung 2009/10, das gewonnen wurde. Nach einigen Trainerwechseln wurde Bespalovs kaum noch berücksichtigt und kam nicht über die Rolle des Ergänzungsspielers hinaus, konnte aber weiterhin nationale Titel mit Ventspils gewinnen.

### Nationalmannschaft
Vladimirs Bespalovs spielte 2010 gegen China sein bisher einziges Länderspiel für Lettland. In Kunming wurde Bespalovs in der Nachspielzeit der zweiten Hälfte für Jurijs Žigajevs eingewechselt.

## Erfolge
mit dem FK Ventspils:
- Lettischer Meister: 2006, 2007, 2008, 2011
- Lettischer Pokalsieger: 2003, 2004, 2005, 2007, 2011
- Baltic League: 2009/10